# Death of a Unicorn
Death of a Unicorn är en amerikansk skräck- och thrillerkomedifilm från 2025. Filmen är regisserad av Alex Scharfman efter ett manus han själv skrivit.
Filmen hade biopremiär i Sverige den 9 maj 2025, utgiven av Nordisk Film.

## Handling
Filmen handlar om Elliot och Riley (far och dotter), som råkar köra på en livs levande enhörning. De tar med den till en rehabiliteringsanläggning för vilda djur, som ägs av en vd för ett läkemedelsbolag.

## Rollista (i urval)
- Paul Rudd – Elliot Kintner
- Jenna Ortega – Ridley Kintner
- Will Poulter – Shepard
- Téa Leoni – Belinda
- Richard E. Grant – Odell Leopold
- Anthony Carrigan – Griff
- Sunita Mani – Dr. Bhatia
- Jessica Hynes – Shaw
- Steve Park – Dr. Song